# 薩拉薩拉火山
薩拉薩拉火山（西班牙語：Sara Sara）是秘魯的火山，位於該國西南部，屬於安第斯山脈的一部分，由阿亞庫喬大區負責管轄，海拔高度5,505米，頂部全年積雪。